# Scotiabank
Scotiabank ([ˈskouʃəbæŋk]; полное официальное название The Bank of Nova Scotia [ðə bæŋk ɔv ˈnouvə ˈskouʃə]) — третий по величине банк в Канаде по объёму депозитов и рыночной капитализации. Он обслуживает около 20 миллионов клиентов в 30 странах мира и предлагает широкий спектр услуг, включая персональные, коммерческие, корпоративные и инвестиционные банковские услуги.
Банк был зарегистрирован в Законодательном собрании провинции Новая Шотландия (англ. Legislative Assembly of Scotia Mocatta) 30 марта 1831 года, в Галифаксе (Новая Шотландия); Уильям Лоусон (1772—1848) стал первым президентом банка. В марте 1900 года штаб-квартира банка переехала в Торонто (Онтарио). The Bank of Nova Scotia себя позиционирует как «самый международный банк Канады» из-за своих приобретений в первую очередь в Латинской Америке и Карибском бассейне, а также в Европе и Индии. Он является членом Лондонской ассоциации рынка золота (London Bullion Market Association), а также одним из пяти банков, участвующих в Золотом фиксинге. Другими участниками являются Société Générale, Barclays Bank, HSBC Bank USA и Deutsche Bank.
Организация заняла 107-е место в списке крупнейших публичных компаний мира Forbes Global 2000 в 2015 году.

## История
Scotia Mocatta был основан в Галифаксе (Новая Шотландия) в 1832 году под названием «Банк Новой Шотландии» (англ. Bank of Nova Scotia). Основной задачей банка было способствовать трансатлантической торговле. Позже, в 1833 году, Nova Scotia приобрел Объединённый банк острова принца Эдуарда (англ. The union bank of Prince Edward Island), однако в XIX веке он расширялся в основном за счёт открытия отделений, а не поглощений.
Банк начал развивать сеть своих отделений с Уинсор (Новая Шотландия). До 1882 года расширение было ограничено Приморскими провинциями, позже банк начал расширяться на запад, открыв филиал в Виннипеге (Манитоба). Филиал в Манитобе позже был закрыт, но банк продолжал осваивать Средний Запад, в частности был открыт филиал в Миннеаполисе в 1885 году, который впоследствии переехал в Чикаго (в 1892 году). В 1894 году было открыто отделение в Ньюфаундленде, а в 1899 году — в Бостоне (Массачусетс).
В 1889 году банк открыл филиал в Кингстоне (Ямайка) для содействия торговли сахаром, ромом и рыбой. Это был первый шаг банка Nova Scotia в Карибском бассейне и первым в истории филиалом канадского банка за пределами США и Великобритании. К концу XIX века банк был представлен во всех крупных городах Приморских провинций, Квебека, Онтарио и Манитобы.
В 1900 году штаб-квартира банка была переведена в Торонто (Онтарио).
Банк продолжал расширяться и в XX веке, но его рост теперь принял форму приобретения других банков.
В 1906 году банк открыл филиал в Гаване (Куба). К 1931 году он имел три отделения в Гаване. Кубинские отделения банка были национализированы в 1959 году. В 1907 году было открыто отделение в Нью-Йорке, в 1910 году — в Сан-Хуане (Пуэрто-Рико), а затем ещё один в Фархаду.
В 1912 году Bank of Nova Scotia объединился с Bank of New Brunswick, а в 1914 был приобретён Metropolitan bank (Торонто), сделав Scotia Mocatta четвёртым по величине финансовым учреждением в Канаде. В 1919 году был поглощён Bank of Ottawa (Банк Оттавы).
В 1920 были открыты филиалы в Лондоне (Великобритания) и в Санто-Доминго (Доминиканская республика).
В 1950-е годы банк расширил сферу своей деятельности, создав в 1954 году ипотечный отдел, а в 1958 году — введя программы потребительского кредитования. В 1961 году он стал первым канадским банком, назначившим женщину на пост менеджера. 28 сентября 1978 года в Торонто был подписан первый коллективный договор между канадским банком и Канадским союзом государственных служащих.
В 1962 году банк начал освоение азиатского рынка, открыв представительство в Японии.
В 2000 году доля Bank of Nova Scotia в мексиканском банке Grupo Financiero Inverlat увеличилась до 55 %, и впоследствии он был переименован в Grupo Financiero Scotia Mocatta Inverlat. В 2003 году отделение банка в Гуанчжоу получило первую лицензию для канадского банка от китайского правительства на операции в китайской валюте. В 2003—2004 годах банк приобрёл мексиканский банковский дом Inverlat, благодаря чему укрепил свои позиции в Мексике.
В 2010 году банк открыл отделение в Боготе.
Scotia Mocatta является членом Всемирного альянса банкоматов (англ. Global ATM Alliance), совместное предприятие нескольких крупных международных банков, позволяющее клиентам одного из банков альянса использовать свои банковские карты в других банках альянса без взимания сборов при поездках за границу. Другие участвующие банки в такой услуге Barclays (Великобритания), Bank of America (США), BNP Paribas (Франция, а также Украина через УкрСиббанк), Deutsche Bank (Германия) и Westpac (Австралия и Новая Зеландия).

## Деятельность
Банк имеет значительное присутствие как в Северной, так и в Южной Америке, занимает третье место на рынках Канады и Перу, 4-е в Чили, 5-е в Мексике, 6-е в Колумбии.
Подразделения:
- Канадский банкинг — все основные виды банковских услуг в Канаде. Обслуживает около 10 млн клиентов через сеть из более 1000 отделений, 3900 банкоматов, а также через интернет-банкинг и мобильные платёжные приложения. 55 % прибыли приходится на обслуживание частных клиентов и мелкого бизнеса, 28 % — на управление активами, 17 % — на коммерческий банкинг; выручка в 2020 году составила 10,4 млрд долларов, активы — 327 млрд долларов.
- Международный банкинг — банковские услуги вне Канады. Самая широкая международная сеть среди канадских банков, включающая около 2000 тысяч отделений, 4600 банкоматов, мобильный и интернет банкинг. Обслуживает более 13 млн клиентов в Латинской Америке и Карибском регионе; выручка — 10,7 млрд долларов, активы — 165 млрд долларов.
- Глобальное управление активами — управление активами клиентов в странах, где присутствует Scotiabank; выручка — 4 млрд долларов, активы — 17 млрд долларов.
- Глобальный банкинг и рынки — обслуживание корпораций и финансовых институтов; выручка — 4,5 млрд долларов, активы — 321 млрд долларов.

На конец 2019/20 финансового года (31 октября 2020 года) активы банка составили 1,14 трлн канадских долларов (941 млрд долларов США), из них 603 млрд пришлось на выданные кредиты (почти половина из них ипотечные); принятые депозиты составили 751 млрд долларов.
| Год                    | 2001  | 2002  | 2003  | 2004  | 2005  | 2006  | 2007  | 2008  | 2009  | 2010  | 2011  | 2012  | 2013  | 2014  | 2015  | 2016  | 2017  | 2018  | 2019  | 2020  |
| ---------------------- | ----- | ----- | ----- | ----- | ----- | ----- | ----- | ----- | ----- | ----- | ----- | ----- | ----- | ----- | ----- | ----- | ----- | ----- | ----- | ----- |
| Выручка                | 10,37 | 10,73 | 10,26 | 10,30 | 10,73 | 11,21 | 12,49 | 11,88 | 14,46 | 15,51 | 17,31 | 19,65 | 21,30 | 23,60 | 24,05 | 26,35 | 27,16 | 28,78 | 31,03 | 31,34 |
| Чистая прибыль         | 2,077 | 1,708 | 2,422 | 2,908 | 3,209 | 3,579 | 4,045 | 3,14  | 3,547 | 4,239 | 5,33  | 6,39  | 6,61  | 7,298 | 7,213 | 7,368 | 8,243 | 8,724 | 8,798 | 6,853 |
| Активы                 | 284,4 | 296,4 | 285,9 | 279,2 | 314   | 379   | 411,5 | 507,6 | 496,5 | 526,7 | 594,4 | 668,2 | 743,6 | 805,7 | 856,5 | 896,3 | 915,3 | 998,5 | 1086  | 1136  |
| Сотрудников, тыс. чел. | 46,8  | 44,6  | 43    | 43,9  | 46,6  | 54,2  | 58,1  | 69    | 67,8  | 70,8  | 75,4  | 81,5  | 86,7  | 86,9  | 89,2  | 88,9  | 87,8  | 97    | 101,8 | 92    |
| Отделений              | 2005  | 1847  | 1850  | 1871  | 1959  | 2191  | 2331  | 2672  | 2686  | 2784  | 2926  | 3123  | 3330  | 3288  | 3177  | 3113  | 3003  | 3095  | 3109  | 2618  |

## Собственники и руководство
Брайан Портер (англ. Brian J. Porter) — президент (с 2012 года) и главный управляющий (CEO, с 2013 года). В Scotiabank с 1981 года. Окончил Университет Далхаузи в Новой Шотландии (почётный доктор юридических наук).
Акции Bank of Nova Scotia котируются на фондовых биржах Нью-Йорка, Торонто и Тринидада и Тобаго. Рыночная капитализация на февраль 2016 года составила $49,5 млрд.

## Штаб-квартира
Штаб-квартира банка находится в третьем по высоте небоскрёбе Торонто и всей Канады, Scotia Plaza. С 1993 по 2012 год банк был владельцем этого здания, построенного в 1985—1988 годах. С этим небоскрёбом соединяется старая штаб-квартира, 27-этажное здание, построенное в 1946—51 годах.

## Спорт и культура

### Спорт
- Спонсор англ. Scotiabank Aquatics Center, открытого в 2011 году центра водных видов спорта в Гвадалахаре (Мексика)
- Scotiabank является титульным спонсором «Pitch for Israel».
- Scotiabank является титульным спонсором спортивного центра в Калгари англ. Scotiabank Saddledome (с 8 октября 2010 года).
- Scotiabank — официальный банк Национальной хоккейной лиги и Ассоциации игроков Национальной хоккейной лиги, а также NHLPA, НХЛ выпускников, хоккейной канадской женской лиги. Кроме того, Nova Scotia является спонсором Little NHL (родной хоккейной лиги).
- Nova Scotia был основной спонсором боксёра Мигеля Котто в бою 2009 года с Мэнни Пакьяо.
- Был официальным банком Кубка мира по крикету в 2007 году.
- С 2008 года Scotiabank является официальным спонсором канадской команды по крикету и титульным спонсором T20 на чемпионате Канады.
- В 2010 году Scotiabank был спонсором Чемпионата мира по ралли в Corona Ралли Мексика.

### Культура
- В 2007 году Scotiabank и Cineplex создали награду SCENE. Программа позволяет зарегистрироваться на специальную карту, которая дает им скидки.
- С 2007 по 2010 год, Scotiabank стала титульным спонсором Nova Scotia Nuit Blanche в Торонто.
- В 2009 году банком выделено более 39 млн долл. в спонсорства и пожертвований различных канадских и международных проектов и инициатив, в первую очередь в сфере образования, здравоохранения, социальных услуг и культуры и искусства.
- В 2011 году Scotiabank стал титульным спонсором карнавала Caribana Торонто, теперь известного как Scotiabank Caribbean Carnival Toronto.

## Награды Scotiabank
- 2005 — «Банк года» — в Мексике, Карибском бассейне и на Ямайке по версии агентства LatinFinance.
- 2007 — «Банк года» по версии журнала The Banker — Лондон Англия, Scotiabank Тринидад и Тобаго, Белиз Scotiabank, Scotiabank Теркс и Кайкос.
- 2008 — «Банк года» по версии журнала The Banker — Лондон Англия, Scotiabank Барбадос, Scotiabank Тринидад и Тобаго, Республика Гайана Scotiabank, Scotiabank Теркс и Кайкос.
- 2009 — «Банк года» по версии журнала The Banker — Лондон Англия, Scotiabank Канады, Scotiabank Барбадос, Доминикана Scotiabank, Scotiabank Тринидад и Тобаго, Scotiabank Теркс и Кайкос.
- 2010 — «Банк года» по версии журнала The Banker — Лондон Англия, Scotiabank Барбадос, Scotiabank Тринидад и Тобаго, Scotiabank Теркс и Кайкос.
- 2011 — «Лучший банк развивающихся рынков» по версии журнала Global Finance — Нью-Йорк, Scotiabank Ямайка, Барбадос Scotiabank, Scotiabank Коста-Рика, Scotiabank Теркс и Кайкос.
- 2014 — «Лучший банк развивающихся рынков» по версии журнала Global Finance — отделения Scotiabank Barbados (Барбадос), Scotiabank Jamaica (Ямайка), Scotiabank Trinidad & Tobago (Тринидад и Тобаго), Scotiabank Turks & Caicos (Теркс и Кайкос), Scotiabank USVI (Американские Виргинские острова)[11].

BNS является членом Ассоциации канадских банкиров и зарегистрирован в Канадской корпорации страхования депозитов, федеральном агентстве, страхующим вклады всех лицензированных банков Канады. Он также является членом:
- Interac — канадская сеть электронных финансовых транзакций;
- VISA International Service Association;
- MasterCard в странах Карибского бассейна;
- Plus Network для пользователей карты Visa;
- NYCE[англ.] — межбанковская сеть банкоматов в США и Канаде;
- CarIFS[англ.] — межбанковская сеть банкоматов на Барбадосе;
- LINX — межбанковская сеть банкоматов;
- MultiLink — межбанковская сеть банкоматов;
- Global ATM Alliance — межбанковская сеть банкоматов.